# Чармандер
Чармандер (англ. Charmander), в Японии известен как Хитокагэ (яп. ヒトカゲ) — покемон, существо из серии игр, манги и аниме «Покемон», принадлежащей компаниям Nintendo и Game Freak. Чармандер был нарисован создательницей пикачу Ацуко Нисидой, и впервые появился в играх Pokémon Red и Blue, а затем и в различном мерчендайзе, спин-оффах, анимационной и печатной адаптациях франшизы. Чармандер может эволюционировать в чармелеона, который в свою очередь эволюционирует в чаризарда.
Чармандер — один из трёх стартовых покемонов, которого игрок может выбрать в начале Pokémon Red и Blue, а также в ремейках Pokémon FireRed и LeafGreen, Pokémon Go. В аниме Эш получает чармандера в одной из первых серий, и он становится одним из его самых используемых покемонов.

## Реакция и отзывы
Со своего первого появления в играх чармандер был принят критиками в целом положительно. В 1999 году костюм чармандера был популярен во время Хэллоуина. Также в 1999 году аналитики предсказывали, что игрушки на тематику покемонов, особенно изображающие чармандера, будут иметь большой спрос.
Название покемона вызвало общественный резонанс. Утверждалось, что имя «чармандер», которое на самом деле является комбинацией слов «char» и «salamander», означало «жизнь без Бога». Это было принято крайне отрицательно, а одна мать устроила вечеринку для своего ребёнка и его друзей, на которой просила их больше не играть в игры про покемонов[уточнить].
Эш Декирк, автор книги Dragonlore: From the Archives of the Grey School of Wizardry, описывал чармандера как «огнедышащего дракона». Автор Лоредана Липперини назвала чармандера популярным покемоном, объясняя его популярность огненным хвостом[уточнить]. Автору Марку Джейкобсону показалась странной эволюция чармандера в чаризарда. Он задавался вопросом, как покемон-«малыш» может вырасти в «монстра весом в двести фунтов, чьё дыхание может плавить камни». GamesRadar отмечал, что чармандер выглядит жалким из-за своего огненного хвоста, пламя которого зависит от настроения и здоровья покемона, но потом вырастает в круто выглядящего чаризарда. Бретт Элстон, редактор GamesRadar, заявил, что хоть у него и отсутствуют нюансы других похожих стартовых покемонов, в нём есть «милая привлекательность». В юмористической статье Дэйв Мейклхем, редактор GamesRadar, сказал, что чармандер был «классным питомцем», так как он мог бы быть заменой костра. Редактор IGN «Pokémon of the Day Chick» писала, что в начале у чармандера есть недостатки, но со временем он становится отличным. Она также отметила, что покемон популярен у игроков, которые используют его за его хорошую скорость. Джон Фанк, редактор онлайн-журнала The Escapist, назвал чармандера «милым», а также привёл в пример его эволюцию в чаризарда, описывая сильные эволюционные изменения во франшизе. Деррил Оуэнс, редактор газеты Chicago Tribune, назвал покемона «восхитительным». Сьюзан Йеркс из San Antonio-Express News описывала чармандера как «ужасно милого». Кэтри Дж., редактор журнала Teen Ink, назвала чармандера своим любимым покемоном.